# M107 (astronomia)
M 107 (conosciuto anche come NGC 6171) è un ammasso globulare visibile nella costellazione dell'Ofiuco.

## Osservazione

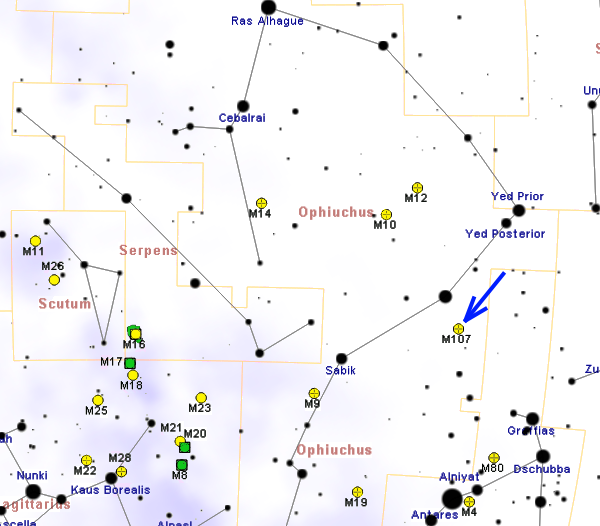
Mappa per individuare M107.

M107 si individua circa 2° a SSW della stella ζ Ophiuchi, un astro di seconda magnitudine appartenente alla catena di stelle che forma il "corpo" del Serpente tenuto in mano da Ofiuco; l'osservazione è facilitata dalla presenza di un triangolo equilatero di stelle di nona grandezza, visibili a nord. Può essere scorto anche con un binocolo 10x50, ma per iniziare la risoluzione in stelle occorrono strumenti da almeno 150mm, sotto un cielo in condizioni ottimali.
M107 può essere osservato con discreta facilità da tutte aree popolate della Terra, grazie al fatto che è situato a una declinazione non eccessivamente australe: in alcune aree del Nord Europa e del Canada, nei pressi del circolo polare artico, la sua visibilità resta comunque quasi sempre impedita a causa del costante chiarore, dato che l'eclittica resta sempre poco sotto l'orizzonte quando è visibile quest'oggetto; dall'emisfero sud M107 è ben visibile alto nelle notti dell'inverno australe. Il periodo migliore per la sua osservazione nel cielo serale è quello compreso fra maggio e settembre.

## Storia delle osservazioni
M107 fu scoperto da Pierre Méchain nell'aprile del 1782 e poi indipendentemente riscoperto da William Herschel nel 1793 e dallo stesso Charles Messier; stranamente è stato poi poco osservato in epoche successive, perché considerato "di poca importanza". M107 è uno degli oggetti addizionali, che non esistevano nel Catalogo Messier originale: fu aggiunto da Hogg soltanto nel 1947; William Herschel, che ne fece una riscoperta indipendente, classificò quest'oggetto come H VI.40.

## Caratteristiche
M107 è molto vicino al piano galattico e si trova ad una distanza di circa 20.900 anni luce dalla Terra; possiede un diametro apparente di 3 minuti d'arco, che corrisponde da un'estensione reale di circa 60 anni luce. Stranamente sembra contenere alcune bande oscure, del tutto insolite in un ammasso globulare; si tratta inoltre di uno degli ammassi globulari meno concentrati: è infatti classificato come di classe X su una scala di concentrazione da I a XII.
M 107 ha una velocità radiale di circa 147 km/s in avvicinamento e contiene 25 stelle variabili note.

### Libri
- (EN) Stephen James O'Meara, Deep Sky Companions: The Messier Objects, Cambridge University Press, 1998, ISBN 0-521-55332-6.

### Carte celesti
- Toshimi Taki, Taki's 8.5 Magnitude Star Atlas, su geocities.jp, 2005. URL consultato il 7 novembre 2010 (archiviato dall'url originale il 5 novembre 2018). - Atlante celeste liberamente scaricabile in formato PDF.
- Tirion, Rappaport, Lovi, Uranometria 2000.0 - Volume II - The Southern Hemisphere to +6°, Richmond, Virginia, USA, Willmann-Bell, inc., 1987, ISBN 0-943396-15-8.
- Tirion, Sinnott, Sky Atlas 2000.0 - Second Edition, Cambridge, USA, Cambridge University Press, 1998, ISBN 0-933346-90-5.
- Tirion, The Cambridge Star Atlas 2000.0, 3ª ed., Cambridge, USA, Cambridge University Press, 2001, ISBN 0-521-80084-6.